# Ceralocyna foveicollis
Ceralocyna foveicollis är en skalbaggsart som först beskrevs av Jean Baptiste Lucien Buquet 1854.  Ceralocyna foveicollis ingår i släktet Ceralocyna och familjen långhorningar.
Artens utbredningsområde är:
- Paraguay.
- Uruguay.

Inga underarter finns listade.